# 大城理
大城 理（おおしろ おさむ、1962年7月23日 - ）は、日本の工学者。大阪大学大学院基礎工学研究科教授。専門は医用画像処理、生体信号処理。血液型はB型。兵庫県出身。

## 略歴
- 1981年 大阪教育大学附属高等学校池田校舎卒業
- 1985年 大阪大学基礎工学部卒業
- 1987年 大阪大学大学院基礎工学研究科博士前期課程修了
- 1990年
  - 大阪大学大学院基礎工学研究科博士後期課程修了、工学博士
  - 住友金属工業株式会社入社
  - 北海道大学応用電気研究所（現：北海道大学電子科学研究所）受託研究員（1992まで）
- 1992年 岡崎生理学研究所受託研究員（1993まで）
- 1993年 奈良先端科学技術大学院大学情報科学研究科助手
- 1994年 奈良先端科学技術大学院大学先端科学技術調査センタ助教授
- 1998年 （併）京都大学大学院情報学研究科助教授（2000まで）
- 2003年 大阪大学大学院基礎工学研究科教授

## 所属学会
- 日本生体医工学会
- システム制御情報学会
- 日本医用画像工学会
- 電子情報通信学会
- 日本バーチャルリアリティ学会
- IEEE
- 日本コンピュータ外科学会

## 受賞歴
- 脳神経外科学会ガレーヌス賞（機能脳神経外科分野）(1994)
- 日本エム・イー学会大会奨励賞 (1997)
- システム制御情報学会論文賞 (1997)
- 中谷電子計測技術振興財団表彰 (2000)
- 生体医工学シンポジウム ベストリサーチアワード (2003)
- 日本生体医工学会論文賞・阪本賞 (2007)
- 生体医工学シンポジウム ベストリサーチアワード (2010)
- エンタテイメントコンピューティング2010 童司賞 (2010)
- インタラクション2011 インタラクティブ発表賞 (2011)
- 生体医工学シンポジウム ベストリサーチアワード (2011)
- エンタテイメントコンピューティング2011 論文賞 (2011)
- ICAT 2011 Best Demo Award (2011)
- 大阪大学総長による表彰 (2012)
- 第6回新画像システム・情報フォトニクス研究討論会 ベストデモンストレーション賞 (2012)
- 日本医用画像工学会 論文賞 (2012)
- 生体医工学シンポジウム ベストリサーチアワード (2012)
- 日本コンピュータ外科学会 2012年度講演論文賞 (2013)
- MIRU2013 インタラクティブ発表賞 (2013)
- 日本バーチャルリアリティ学会 論文賞 (2014)
- 日本コンピュータ外科学会 論文賞（医学賞）(2015)